# Mario Guerra Salinas
Mario Guerra Salinas (11 de enero de 1984) es un deportista chileno que compitió en taekwondo.
Ganó una medalla de bronce en los Juegos Panamericanos de 2011 y dos medallas de bronce en el Campeonato Panamericano de Taekwondo, en los años 2002 y 2012.

## Palmarés internacional
| Juegos Panamericanos    | Juegos Panamericanos | Juegos Panamericanos | Juegos Panamericanos |
| Año                     | Lugar                | Medalla              | Categoría            |
| ----------------------- | -------------------- | -------------------- | -------------------- |
| 2011                    | Guadalajara (México) | Medalla de bronce    | –68 kg               |
| Campeonato Panamericano |                      |                      |                      |
| Año                     | Lugar                | Medalla              | Categoría            |
| 2002                    | Quito (Ecuador)      | Medalla de bronce    | –62 kg               |
| 2012                    | Sucre (Bolivia)      | Medalla de bronce    | –68 kg               |